# 오페라 미니
오페라 미니(Opera Mini)는 휴대전화, 스마트폰, PDA용으로 디자인된 웹 브라우저다. 버전 4까지는 자바 ME 플랫폼을 사용해서 모바일 장치가 자바 ME 애플리케이션을 작동할 수 있어야 했었다. 버전 5부터는 네이티브 윈도우 모바일 애플리케이션으로 사용 가능해졌다. 오페라 미니는 무료로 제공된다.
오페라 미니는 컴퓨터에서 사용되는 오페라 브라우저에 기반해 있다. 오페라 미니는 유럽에서 제한된 공개를 하다가, 2006년 1월 24일 전 세계로 출시되었다. 오페라 미니는 오페라 소프트웨어의 서버를 통해서 웹 페이지를 요청한다. 오페라 소프트웨어의 서버는 휴대전화로 요청한 웹 페이지를 전송하기 전 웹 페이지를 압축해서, 페이지를 모바일에 맞게 렌더링하고, 데이터 사용량을 효율적으로 감축한다.

## 역사

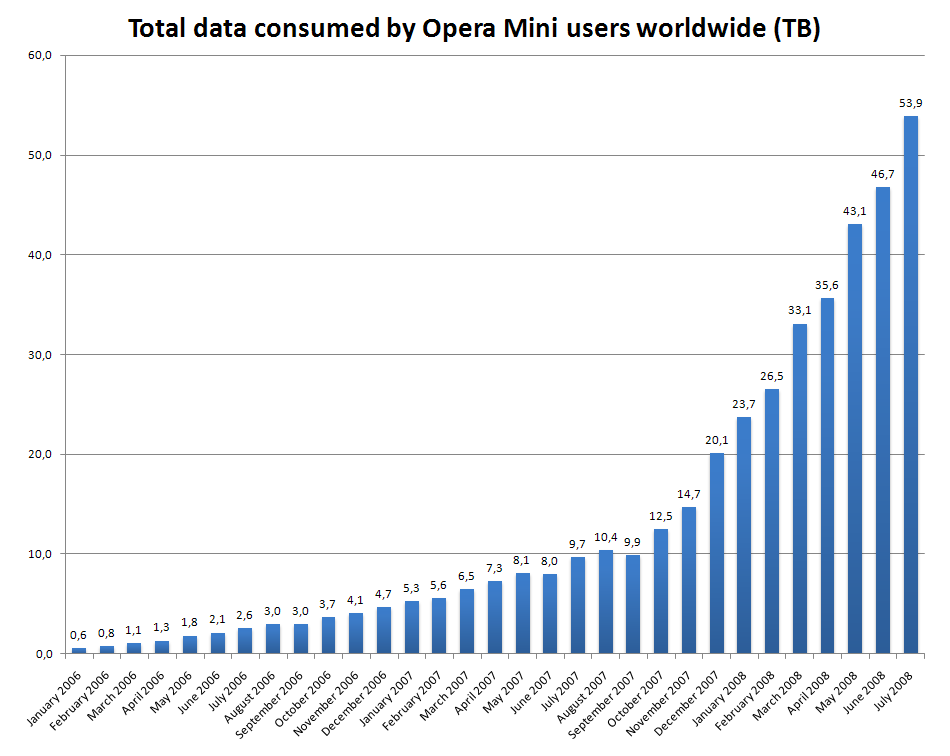
전 세계의 오페라 미니 사용자가 2006년부터 2008년 중반까지 사용한 데이터 (테라바이트 단위)

오페라 미니의 베타 버전은 2005년 10월 20일 스웨덴, 덴마크, 노르웨이, 핀란드 용으로 만들어졌다. 그 후 최종 버전은 독일용으로 2005년 11월 10일 공개되었다. 그해 12월, 오페라 미니는 모든 나라로 공개되었다. 이 브라우저는 2006년 1월 24일 공식적으로 출시되었다.
2006년 5월 3일, 오페라 미니 2.0이 출시되었다. 이 버전은 파일 다운로드, 스킨, 검색 엔진 설정 옵션, 새로운 검색 엔진, 스피드 다이얼 등이 추가되었다.
2006년 11월 1일, 오페라 미니 3의 베타 버전이 보안 브라우징, RSS 피드, 사진 업로딩 등의 기능을 추가하고 공개되었다. 그해 11월 22일 두 번째 베타 버전이 공개되었고, 11월 28일 오페라 미니 3의 최종 버전이 출시되었다.
오페라 미니 4는 오페라 브라우저와 오페라 미니를 동기화 할 수 있는 기능 외에도 상당히 많은 기능을 추가했다. 오페라 미니 4의 이전 버전은 고사양용 오페라 미니 어드벤스드, 저사양용 오페라 미니 베이직으로 나뉘어 출시되었지만, 오페라 미니 4는 오페라 미니 어드벤스드 버전만의 업그레이드 버전이다. 때문에 사용자는 오페라 미니 4와 오페라 미니 3 베이직을 선택해서 받을 수 있었다.
원래 오페라 미니의 기본 검색 엔진은 구글이었지만,2007년 1월 8일, 오페라 소프트웨어와 야후는 기본 검색 엔진을 야후로 바꾸겠다는 파트너십을 체결했다. 하지만 2008년 2월 27일, 오페라 소프트웨어는 오페라 미니와 오페라 모바일의 기본 검색 엔진을 야후에서 다시 구글로 바꾸겠다고 발표했다.
2008년 4월 10일, 오페라 미니는 구글 안드로이드 운영체제로 개발되었다고 오페라 소프트웨어는 발표했다.
2009년 8월 16일, 오페라 소프트웨어는 오페라 미니 5.0 베타를 발표했다. 새로운 버전은 탭 브라우징, 비밀번호 관리자, 향상된 터치 스크린 지원, 새로운 사용자 인터페이스, 데스크탑용 오페라 브라우저와 유사한 비주얼 스피드 다이얼 등을 포함했다.
2009년 10월 20일부터 중국 사용자들에게서 오페라 미니를 사용할 때 오페라 미니 중국용 버전을 다운로드 하라는 에러 페이지가 연결된다는 보고가 들어왔다. 많은 사람들은 이것이 중국 정부가 오페라 미니로 "만리장성 방화벽"을 우회하는 것이 두려워서 고의적으로 저지른 일이라고 생각하고 있다.
오페라 소프트웨어는 iOS용 오페라 미니를 2010년 3월 23일 애플 앱 스토어에 등록 신청했다. 이 애플리케이션은 2010년 4월 13일 승인되었다.

## 작동 원리
다른 일반 웹 브라우저와 달리, 오페라 미니는 모든 콘텐츠를 프록시 서버를 통하여 받고, 웹 페이지를 작은 스크린에 맞게 재생성한다. 페이지는 압축된 상태로 OBML(오페라 바이너리 마크업 언어)이라는 마크업 언어로 제공된다. 이 압축 단계는 전송 시간을 2~3배 정도 더 빠르게 하며, 모바일 폰에 최적화되지 않은 웹 페이지와의 호환성을 높여준다. 오페라 소프트웨어는 현재 오페라 미니의 트래픽을 감당하기 위해 100개 정도의 프록시 서버를 운영하고 있다.

### 자바스크립트 지원
오페라 미니는 자바스크립트에 대한 제한적 지원을 가지고 있다. 모든 스크립트는 2초의 실행 시간을 주고, setInterval과 setTimeout 함수는 비활성화되어 있다. 따라서 긴 시간을 요구하는 스크립트는 2초가 지나면 실행되지 않을 것이다.
만약 스크립트가 끝났거나 2초가 지나서 실행이 멈췄을때, 모든 스크립트는 중단되고 페이지는 압축된 상태로 모바일 장치로 전송된다. 장치에서는 몇몇 이벤트만이 스크립트를 사용할 수 있게 된다.

## 기능
스크롤링은 해당 장치의 방향 키나 번호 키, 혹은 스타일러스나 손가락 터치로 가능하다. 이미지 품질은 "낮음", "중간", "높음"으로 설정될 수 있다. 품질이 높을 수록 로딩 속도가 오래 걸리고 더 많은 데이터가 전송된다.
그 외에도 오페라 미니는 검색 바를 이용해서 몇몇 기본 검색 엔진으로 검색을 할 수 있는 기능이 있다. 사용자는 추가 검색 엔진을 추가할 수도 있다. 기본 검색 엔진은 구글과 위키백과다. 그 외에 오페라 미니는 단축 키, 스킨, 북마크 저장 기능, 파일 다운로드 등의 기능을 가지고 있다.

### 프라이버시와 보안
오페라 미니 4.0이나 3.0 어드밴스드를 사용할 경우, 모바일 장치와 프록시 서버와의 연결은 언제나 암호화되어 있다. 만약 오페라 미니 3.0 베이직을 사용할 경우 연결은 암호화되지 않는다. 그 외에도 오페라 미니는 이미 암호화된 사이트인 페이팔 등의 사이트를 접속할 경우, 암호화를 풀고 다시 암호화를 해서 완전한 보안을 풀어버린다.

### 표준 지원
버전 4까지의 오페라 미니는 오페라 9.5에 포함된 동일한 레이아웃 엔진을 사용한다. 이것은 오페라 미니가 오페라 9.5에 있는 거의 대부분의 웹 표준을 지원한다는 말이다.

### 데이터 센터
오페라 미니는 웹 페이지를 휴대전화에 압축된 바이너리 폼으로 전송하는 과정해서 다음과 같은 데이터 센터에 의존한다.
- 노르웨이의 데이터 센터
- 일본의 데이터 센터
- 미국의 데이터 센터
- 폴란드의 데이터 센터[30]

## 같이 보기
- 오페라 (웹 브라우저)
- 오페라 모바일
- UC 브라우저